# Carl Orff Museum
Het Carl Orff Museum is een museum in Dießen am Ammersee in de Duitse deelstaat Beieren. Het is gewijd aan de componist Carl Orff (1895-1982).

## Achtergrond
Het museum werd in 1991 opgericht naar aanleiding van zijn 96e geboortedag. Het wordt beheerd door de gemeente Dießen. Hier woonde en werkte Orff van 1955 tot zijn dood in 1982.

## Collectie
Via presentatieborden wordt met documenten en foto's inzicht gegeven in zijn leven en werk. Op een tafel worden allerlei muziekinstrumenten van hem getoond die hij gebruikte voor zijn onderwijsmethode Orff-Schulwerk, waaronder slaginstrumenten en xylofoons. De instrumenten in het museum mogen uitgeprobeerd worden. Verder staat er nog een maquette van een operabühne. Via een beeldscherm is een omvangrijke digitale bibliotheek te raadplegen, met onder meer handschriften en muziekvoorbeelden.

## Galerij

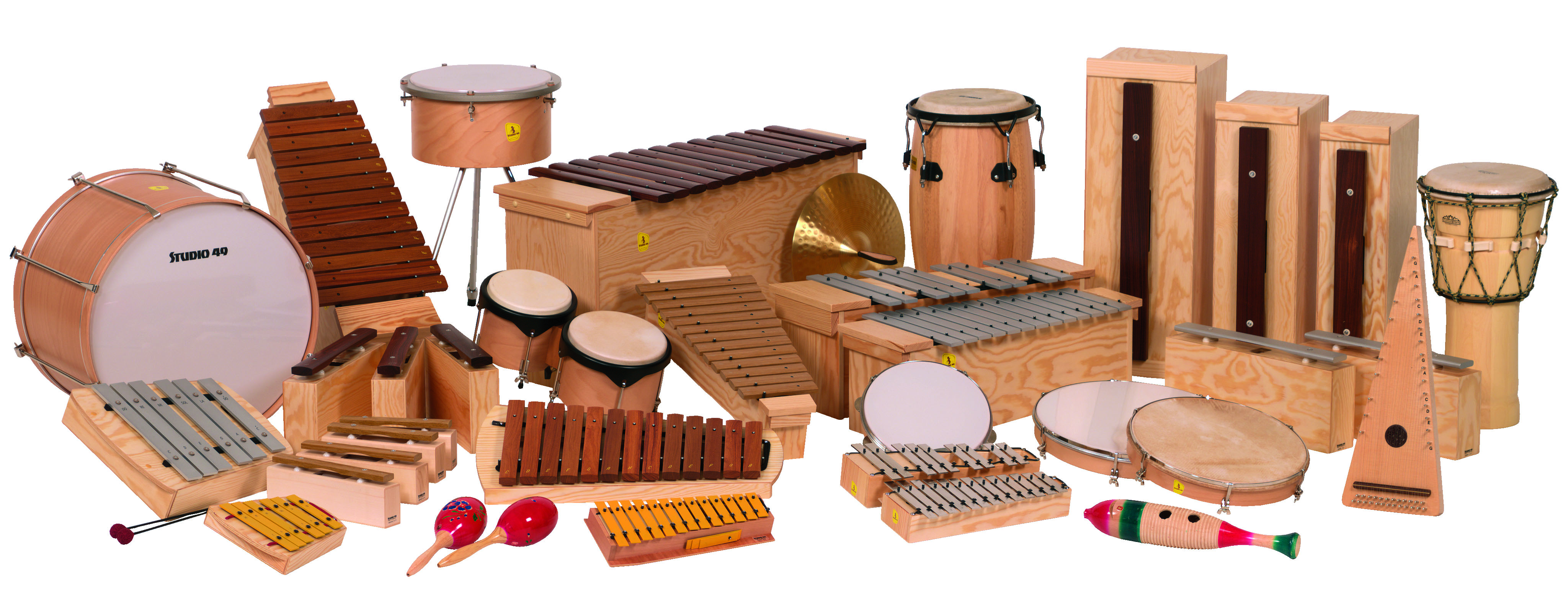
Instrumenten uit het Orff-Schulwerk mogen in het museum bepeeld worden.